# Vĩnh Tinh
Vĩnh Tinh (chữ Hán: 永瑆; tiếng Mãn: ᠶᠣᠩ ᠰᡳᠩ, Möllendorff: Yong Sing; 22 tháng 3, 1752 - 10 tháng 5, 1823), Ái Tân Giác La, biểu tự Thiếu Xưởng (少廠), hiệu Di Tấn Trai chủ nhân (詒晉齋主人), là Hoàng tử thứ 11 của Thanh Cao Tông Càn Long Đế.
Nổi tiếng là người bị Càn Long Đế ghét bỏ vì thói hư tật xấu, song bản thân Hoàng tử Vĩnh Tinh cũng nổi tiếng là người giỏi rất nhiều môn nghệ thuật, trong đó có thư pháp. Tài năng thư pháp của ông được liệt vào một trong Càn Long Tứ đại gia (乾隆四大家) trứ danh thời bấy giờ, ba vị còn lại là Ông Phương Cương (翁方綱), Lưu Dung và Thiết Bảo (铁保).

## Tiểu sử
Hoàng tử Vĩnh Tinh sinh vào giờ Thìn, ngày 7 tháng 2 (âm lịch) năm Càn Long thứ 17, ông là em ruột của Lý Đoan Thân vương Vĩnh Thành, Nghi Thận Thân vương Vĩnh Tuyền và Hoàng cửu tử, trong 4 anh em thì ông nhỏ tuổi nhất. Sinh mẫu của ông là Thục Gia Hoàng quý phi, một phi tần gốc Triều Tiên.
Ông từ nhỏ thông minh hiếu học, lại thích đọc sách nên được Càn Long Đế yêu thích. Ngoài ra, ông sớm rất giỏi thư pháp, được Hoàng tổ mẫu là Sùng Khánh Hoàng thái hậu tâm đắc, nên khi Thái hậu hấp hối đã di ban lại cho một án bút tích của thư pháp gia Lục Cơ (陆机) gọi là "Bình phục thiếp" (平复帖). Sau đó, Vĩnh Tinh cũng đem chỗ thư phòng của mình gọi là Di Tấn trai (诒晋斋).
Tuy là Hoàng tử nhưng cuộc sống của ông rất giản dị. Mỗi sáng, ông chỉ ăn cháo loãng và uống trà nóng cầm hơi. Trang phục của ông và Phúc tấn được dệt từ vải sợi gai tầm thường. Đôi khi ông còn giản dị tới mức keo kiệt, bủn xỉn. Khi con ngựa của ông chết, ông lệnh cho gia nhân xẻ thịt để mà ăn dần. Càn Long Đế từng nhiều lần khiển trách, nhưng ông vẫn không thay đổi. Càn Long Đế do đó hay phê dụ bình luận về Vĩnh Tinh rằng: "Thiên tính âm kĩ, chỉ giỏi suy tính quyền mưu. Quản chuyện nhà hà khắc, lại hay vô cớ sa thải Hộ vệ" (天性陰忮、好以權術馭人。持家苛虐，護衛多以非罪斥革). Dẫu vậy, tài năng về thi thơ họa phẩm của Vĩnh Tinh là chắc chắn hơn người, Càn Long Đế đối với ông tuy không hài lòng ở bản tính, nhưng lại rất thưởng thức tài hoa. Ông từng được cử viết Thần công bi đặt ở Dụ lăng - lăng tẩm của Càn Long Đế.
Năm Càn Long thứ 54 (1789), Hoàng thập nhất tử Vĩnh Tinh cùng hai em trai khác mẹ là Vĩnh Diễm cùng Vĩnh Lân tham dự đợt phong tước vị cuối cùng thời Càn Long. Ông được gia ân tước hiệu là Hòa Thạc Thành Thân vương (和碩成親王). Năm sau (1790) chính thức phân phủ, một tòa phủ đệ nằm ở phía sau Hải Bắc ngạn (海北岸), phía Tây của Long Hoa tự (龍華寺), nguyên là phủ của Đại học sĩ Nạp Lan Minh Châu. Khi thụ phong tước, Vĩnh Tinh từng đảm nhiệm chức Đô thống của Mãn Châu Tương Lam kỳ, sau làm Lĩnh thị vệ Nội đại thần, rồi Tả Tông chính của Tông Nhân phủ.
Năm Gia Khánh thứ 4 (1799), Gia Khánh Đế mệnh ông vào hàng Quân cơ Đại thần, lệnh cho ông cùng anh trai là Nghi Thận Thân vương Vĩnh Tuyền điều tra và bắt giam Hòa Thân. Sau đó, ông được Gia Khánh Đế chia một số viên để ban thưởng làm nơi ở. Năm thứ 18 (1813), xảy ra khởi nghĩa Thiên Lý giáo, ông cùng cháu trai là Miên Ninh ở Tử Cấm Thành có công trấn áp, được Gia Khánh Đế ngợi khen, miễn đi hết các bản báo xử phạt trong thời gian này.

## Qua đời
Năm Đạo Quang thứ 3 (1823), ngày 30 tháng 3 (âm lịch), giờ Thìn, Vĩnh Tinh qua đời, khi 72 tuổi. Đạo Quang Đế mệnh Đại a ca Dịch Vĩ đi trước ban điện, thưởng cho một bộ kinh Đà La, ban 5.000 lượng bạc lo việc tang ma, truy thụy Triết (哲). Khi ông qua đời, con trai và cháu trai đều đã chết, do đó cháu chắt của ông là Tái Duệ kế thừa, tập ấm làm Thành Quận vương.
Phong hiệu "Thành", có Mãn văn 「mutengge」, ý là "Có năng lực", "Có tài hoa". Suy xét cả đời Vĩnh Tinh thiện thư họa, phong hiệu này do Càn Long Đế ban cho mô tả chính xác. Khi phân phủ, một chi hệ Thành vương phủ nhập bên cánh phải chi gần của Chính Hồng kỳ, cùng kỳ tịch với Quả vương phủ (hậu duệ Dận Lễ), Bối lặc Vĩnh Cơ và Chung vương phủ (hậu duệ Dịch Hỗ). Một chi Thành vương phủ, được gọi là (Hậu bị khố; 後備庫), cũng chính là bởi vì hậu duệ của chi này thường được đem làm thừa tự cho các dòng khác, đáng kể đến Tuần vương phủ (hậu duệ Vĩnh Chương), Bối lặc Vĩnh Cơ và Lý vương phủ (hậu duệ Dận Đào).
Mộ phần của Vĩnh Tinh nằm ở khu vực Tuyết Sơn thôn (雪山村) của quận Xương Bình, con cháu của ông về sau cũng thường táng ở chỗ này.

## Gia quyến

### Thê thiếp
- Đích Phúc tấn: Phú Sát thị (富察氏), con gái của Đại học sĩ Phó Hằng. Thành hôn năm Càn Long thứ 31 (1766), diễn ra ở Trọng Hoa cung. Sau khi thành hôn, vốn không hòa mục, thần chí nghịch loạn[2].
- Trắc Phúc tấn:

1. Tha Tha Lạp thị (他塔喇氏), con gái Phúc Kiến Tuần phủ Tăng Phúc (增福).
2. Lưu Giai thị (刘佳氏), tên Đoan Vân (端雲), vốn là một Quan nữ tử, sau sinh trai gái mà tấn Trắc Phúc tấn.
3. Lý Giai thị (李佳氏), con gái Phú Khánh (富慶).

- Thị thiếp: Y thị (伊氏).

### Hậu duệ
- Con trai:

1. Miên Cần (綿懃; 1768 - 1820), mẹ là Đích phúc tấn Phú Sát thị. Qua đời được truy thụy Thành Quận vương (成郡王). Có cháu trai là Tái Duệ, tập tước Thành Quận vương.
2. Miên Ý (綿懿; 1771 - 1809), mẹ là Đích phúc tấn Phú Sát thị. Được cho làm con thừa tự của Tuần Quận vương Vĩnh Chương.
3. Miên Thông (绵聪; 1775 - 1828), mẹ là Trắc phúc tấn Lưu Giai thị. Sau khi qua đời truy phong Bất nhập Bát phân Phụ quốc công (不入八分輔國公).
4. Miên Tư (綿偲; 1776 - 1848), mẹ là Trắc phúc tấn Lý Giai thị. Được chỉ định làm con thừa tự của Hoàng thập nhị tử Vĩnh Cơ.
5. Miên Khác (綿恪; 1777), mẹ là Trắc phúc tấn Lý Giai thị. Sinh ngày 6 tháng 6 (âm lịch) năm Càn Long thứ 42, mất ngày 5 tháng 11 (âm lịch) cùng năm.
6. Lục tử (第六子; 1785 - 1786), mẹ là Thị thiếp Y thị, chưa kịp đặt tên. Sinh ngày 2 tháng 6 (âm lịch) năm Càn Long thứ 50, mất ngày 6 tháng 7 (âm lịch) năm Càn Long thứ 51, khi 2 tuổi.
7. Miên Tấn (綿儐; 1796 - 1841), mẹ là Trắc phúc tấn Tha Tha Lạp thị. Được phong Trấn quốc Tướng quân (鎮國將軍).

- Con gái:

1. Trưởng nữ (第一女; 1770 - 1771), mẹ là Đích phúc tấn Phú Sát thị. Sinh ngày 17 tháng 12 (âm lịch) năm Càn Long thứ 34 (1769), mất ngày 4 tháng 6 (âm lịch) năm Càn Long thứ 36, khi 3 tuổi.
2. Nhị nữ, Huyện chúa (县主; 1770 - 1800), mẹ là Trắc phúc tấn Lưu Giai thị. Năm Càn Long thứ 47 (1782), tuyển con trai của Ngạc Hán Cố Sơn Bối tử Thủy Tể Trát Nhĩ (垂濟扎爾) là Cố Sơn Bối tử Đức Uy Đa Nhĩ Tể (德威多尔济) làm Ngạch phò, năm thứ 51 (1786) thành hôn.
3. Tam nữ (第三女; 1775 - 1783), mẹ là Đích phúc tấn Phú Sát thị. Sinh ngày 18 tháng 7 (âm lịch) năm Càn Long thứ 40, mất ngày 25 tháng 7 (âm lịch) năm Càn Long thứ 48, khi 9 tuổi.
4. Tứ nữ, Huyện chúa (县主; 1775 - ?), mẹ là Trắc phúc tấn Lưu Giai thị. Năm Càn Long thứ 51, tuyển Bá Triết Thầm Thiểm (伯哲臣忝) thuộc Na Lạp thị làm Ngạch phò, năm thứ 60 (1795) thành hôn. Chưa rõ mất năm nào.
5. Ngũ nữ, Huyện quân (县君; 1782 - ?), mẹ là Thị thiếp Y thị. Năm Gia Khánh thứ 2 (1797), tuyển Tha Bổ Nang Bố Lý lạp Hỉ (他布囊布里纳喜) của Bát Nhĩ Tể Cát Đặc thị làm Ngạch phò, cùng năm thành thân. Chưa rõ mất năm nào.
6. Lục nữ (第六女; 1793 - 1794), mẹ là Trắc phúc tấn Tha Tha Lạp thị. Sinh ngày 10 tháng 10 (âm lịch) năm Càn Long thứ 58, mất ngày 18 tháng 4 (âm lịch) năm Càn Long thứ 59.